# Révai új lexikona
A Révai új lexikona egy nagy terjedelmű 21. század eleji magyar lexikonsorozat.

## Jellemzői
A Kollega Tarsoly István szerkesztésével a Babits Kiadó gondozásában Szekszárdon 1996 és 2008 között megjelent 18+1 (kiegészítő) kötet mintegy 17 300 (kéthasábos) nyomtatott oldalon a 20. század eleji Révai nagy lexikona mintájára közli a 20. századi ismereteket. A köteteket gazdag fekete-fehér és színes illusztrációs anyag egészíti ki.

## Kötetbeosztás
A sorozat kötetbeosztása a következő:
- 1. kötet. A–Baj
- 2. kötet. Bak–Bia
- 3. kötet. Bib–Bül
- 4. kötet. Bűn–Cyt
- 5. kötet. Cza–D
- 6. kötet. E–Fei
- 7. kötet. Fej–Gak
- 8. kötet. Gal–Gyi
- 9. kötet. Gym–Hol
- 10. kötet. Hom–Kac
- 11. kötet. Kad–Kla
- 12. kötet. Klc–Ky
- 13. kötet. L–Mag
- 14. kötet. Mah–Nel
- 15. kötet. Nem–Rab
- 16. kötet. Rac–Sy
- 17. kötet. Sz–Toa
- 18. kötet. Tob–Z
- 19. kötet. Kiegészítés A–Z